# Kajetan Proskura Suszczański
Kajetan Proskura Suszczański herbu Krzyżostrzał (ur. ok. 1759, zm. po 1802) – poseł na Sejm Czteroletni z województwa kijowskiego w 1788, sędzia sejmowy, rotmistrz królewski, starosta tuczapski.
Wybrany ze stanu rycerskiego sędzią Sejmu Czteroletniego w 1788 roku.
Po rozbiorach Polski był podkomorzym czehryńskim i czerkaskim, podkomorzym skwirskim i sędzią ziemskim żytomierskim.